# Traghetti del Mediterraneo
La Traghetti del Mediterraneo era una compagnia di navigazione italiana, pioniera dei trasporti con navi ro-ro in Italia. Fondata il 9 dicembre 1965 dagli armatori Marsano, Magliveras e Monta, cessò le proprie attività nel 1981. Proprio nel 1981 la compagnia diede il via a una lunga serie di contenziosi legali nei confronti delle sovvenzioni concesse dall'Italia alla statale Tirrenia di Navigazione, che continuarono nei decenni successivi alla chiusura della Traghetti del Mediterraneo.

## Storia

L'Espresso Sardegna ormeggiata a Livorno nel 1977.

La Traghetti del Mediterraneo fu costituita il 9 dicembre 1965 a Sassari dagli armatori Spiro Magliveras, Andrea Marsano e Luigi Monta, quest'ultimo nominato amministratore unico con la partecipazione attiva degli imprenditori sardi Salvatore Troffa e Andrea Cordella. La compagnia ordinò subito al cantiere cantiere navale Luigi Orlando di Livorno cinque innovative unità ro-ro merci, capaci di trasportare 60 semirimorchi e 32 automobili ciascuna. Nel 1966, in attesa della consegna delle unità ordinate, la Traghetti del Mediterraneo cominciò i suoi servizi con il piroscafo Airone. 
Il 1 luglio 1967 la compagnia prese in consegna la prima delle cinque unità ro-ro, l'Espresso Sardegna, mettendola in servizio sulla linea Genova - Porto Torres - Cagliari - Catania - Palermo. Le altre unità della classe (Espresso Liguria, Espresso Sicilia, Espresso Toscana ed Espresso Lombardia entrarono in servizio tra il novembre 1967 ed il gennaio 1969, venendo tutte impiegate nei collegamenti con Sardegna e Sicilia. Il successo riscosso da questo innovativo servizio spinse la compagnia a ordinare al cantiere labronico altre quattro navi (Espresso Piemonte, Espresso Campania, Espresso Calabria ed Espresso Veneto), con la stessa capacità di carico ma tonnellaggio ridotto, che entrarono in servizio tra il 1969 ed il 1971. Due di queste unità (Espresso Campania ed Espresso Calabria) furono cedute già nel 1971 alla Traghetti dell'Adriatico, compagnia costituita dalla Traghetti del Mediterraneo e altri armatori, prendendo il nome di Corriere dell'Est e Corriere del Sud e andando ad aprire le prime linee ro-ro tra l'Adriatico e il Medio Oriente. 
Il 24 febbraio 1973 l'Espresso Sardegna, in navigazione da Genova a Palermo in condizioni meteomarine avverse, si sbandò a seguito di uno spostamento del carico e si rovesciò a ridosso dell'isola di Gorgona, dove era stata rimorchiata dalla compagna di flotta Espresso Sicilia. I 28 membri dell'equipaggio e i 7 autisti presenti a bordo furono tutti tratti in salvo; le operazioni di recupero furono affidate alla ditta specializzata francese Serra e si protrassero fino a luglio 1975. La nave fu in seguito rimorchiata a Genova e rimessa in efficienza, venendo anche allungata di 12 metri; la stessa operazione di allungamento fu effettuata anche su Espresso Sicilia ed Espresso Toscana.
Nel frattempo, nel 1973 la Traghetti del Mediterraneo aveva acquistato la nave cisterna Marilen, costruita nel 1954, e l'aveva fatta convertire in ro-ro merci presso l'Arsenale Triestino, utilizzandola poi con il nome di Espresso Marilen per aprire un nuovo collegamento verso il Mar Rosso. Nel 1978 la compagnia acquisì le ultime due navi: la prima, un'unità ro-ro merci battezzata Espresso Veneto, fu presa in consegna dai cantieri INMA di La Spezia, che ne avevano portato a termine la costruzione rimasta in sospeso per via del fallimento dei cantieri navali di Pietra Ligure; la seconda, l''Espresso Special, era invece ideata per l'imbarco e trasporto di carichi eccezionali e fu rilevata dal cantiere navale Solimano di Savona in seguito al fallimento dell'armatore che l'aveva ordinata. Nel 1981 la compagnia, coinvolta nelle difficoltà economiche del gruppo Magliveras, cessò le proprie attività. Iniziò quindi un lungo contenzioso legale, della durata di diversi decenni, contro le sovvenzioni concesse dallo Stato italiano alla compagnia pubblica Tirrenia di Navigazione, che avrebbero consentito a quest'ultima di mantenere delle tariffe non allineate al mercato concorrendo al fallimento della Traghetti del Mediterraneo. 

## Flotta
| Nome                 | Numero IMO | Costruzione | Cantiere                                                             | Stazza lorda (tsl)              | Capacità di carico                           | Velocità (nodi) | Anni di servizio | Note |
| -------------------- | ---------- | ----------- | -------------------------------------------------------------------- | ------------------------------- | -------------------------------------------- | --------------- | ---------------- | --- |
| Espresso Sardegna    | 6705884    | 1967        | Cantiere navale Luigi Orlando, Livorno                               | 1 993 2 431 (dopo allungamento) | 60 semirimorchi, 792 metri lineari di carico | 19              | 1967 - 1981      | naufragata nel 1973, recuperata e rimessa in servizio nel 1976 venduta nel 1981 alla SIBA come Siba Brescia |
| Espresso Liguria     | 6718489    | 1967        | Cantiere navale Luigi Orlando, Livorno                               | 1 995                           | 60 semirimorchi, 792 metri lineari di carico | 19              | 1967 - 1978      | Venduta nel 1978 alla S.A.T.M.A. Spa di Palermo                                                             |
| Espresso Sicilia     | 6729232    | 1968        | Cantiere navale Luigi Orlando, Livorno                               | 1 998 2 434 (dopo allungamento) | 60 semirimorchi, 792 metri lineari di carico | 19              | 1968 - 1981      | Venduta nel 1981 alla Atlantisa Compania Naviera, rinominata Eastern Isle                                   |
| Espresso Toscana     | 6813538    | 1968        | Cantiere navale Luigi Orlando, Livorno                               | 1 998 2 434 (dopo allungamento) | 60 semirimorchi, 792 metri lineari di carico | 19              | 1968 - 1981      | Venduta nel 1981 alla Najd Marine Corp. e rinominata Taibah II                                              |
| Espresso Lombardia   | 6826602    | 1969        | Cantiere navale Luigi Orlando, Livorno                               | 1 993                           | 60 semirimorchi, 792 metri lineari di carico | 19              | 1969 - 1981      | Venduta nel 1981 alla Ro-Ro Transportation Corp. e rinominata Princess                                      |
| Espresso Piemonte    | 6912384    | 1969        | Cantiere navale Luigi Orlando, Livorno                               | 1 588                           | 60 semirimorchi, 792 metri lineari di carico | 19              | 1969 - 1981      | Venduta nel 1981 alla Siciltraghetti SpA                                                                    |
| Espresso Campania    | 6928620    | 1970        | Cantiere navale Luigi Orlando, Livorno                               | 1 588                           | 60 semirimorchi, 792 metri lineari di carico | 19              | 1970 - 1971      | Venduta nel 1971 alla Traghetti dell'Adriatico e rinominata Corriere dell'Est                               |
| Espresso Calabria    | 7015339    | 1970        | Cantiere navale Luigi Orlando, Livorno                               | 1 588                           | 60 semirimorchi, 792 metri lineari di carico | 19              | 1970 - 1971      | Venduta nel 1971 alla Traghetti dell'Adriatico e rinominata Corriere del Sud                                |
| Espresso Veneto (I)  | 7047394    | 1971        | Cantiere navale Luigi Orlando, Livorno                               | 1 588                           | 60 semirimorchi, 792 metri lineari di carico | 19              | 1971 - 1972      | Venduta nel 1972 alla Lybian Sea Transportation e rinominata El Tamsah                                      |
| Espresso Marilen     | 5224522    | 1954        | Cantiere navale Breda, Venezia                                       | 8 398                           |                                              |                 | 1973 - 1981      | Venduta nel 1981 alla Ignazio Messina & C.                                                                  |
| Espresso Special     | 7365215    | 1978        | Cantiere Navale Solimano, Savona                                     | 2 864                           |                                              |                 | 1978 - 1981      | Nave per carichi eccezionali Venduta nel 1981 e rinominata Carol Lift                                       |
| Espresso Veneto (II) | 7350985    | 1978        | Cantiere navale di Pietra Ligure (completata agli INMA di La Spezia) | 4 732                           |                                              |                 | 1978 - 1981      | Venduta nel 1981 e rinominata Esaryna I                                                                     |